# Izbori za Europski parlament 2014. (Hrvatska)
Izbori za Europski parlament 2014. bili su drugi izbori za predstavnike Hrvatske u Europskom parlamentu, održani 25. svibnja 2014. godine.
Hrvatska je birala ukupno 11 predstavnika. Izbori za zastupnike u Europskom parlamentu u svim zemljama Europske unije u pravilu se održavaju svakih pet godina, koliko traje zastupnički mandat. Glasači neposrednim glasovanjem biraju zastupnike europskog parlamenta. Prvi europski izbori u Hrvatskoj održali su se 14. travnja 2013. godine, prije hrvatskog pristupanja EU 1. srpnja. Zastupnicima koji su tada bili izabrani u Europski parlament, mandat je umjesto pet godina trajao godinu dana, jer su se idući europski izbori održali 2014. godine. 
Cijela je Hrvatska bila jedna izborna jedinica, a glasači su odlučivali između 25 lista i 275 kandidata. Na izborima za Europarlament, bilo je moguće zaokruživanje i imena pojedinog kandidata s odabrane liste, tzv. preferencijsko glasovanje.

## Rezultati
HDZ-ova koalicija je dobila 41,42 % glasova, te u Europskom parlamentu ima 6 zastupnika, 4 iz HDZ-a, te po 1 iz HSS-a i HSP-AS.
Kukuriku koalicija je dobila 29,93 % glasova, te u Europskom parlamentu ima 4 zastupnika, 3 iz SDP-a, te 1 iz HNS-a.
Održivi razvoj Hrvatske – ORaH je dobio 9,42 % glasova, te je u Europskom parlamentu izborila 1 zastupnicu.
Savez za Hrvatsku je dobio 6,88 % glasova i time prešao izborni prag, ali u Europskom parlamentu nije dobio zastupnika.
| Stranka                           | Broj glasova | %      | Broj mandata |
| --------------------------------- | ------------ | ------ | ------------ |
| Domoljubna koalicija              | 381 844      | 41,42  | 6            |
| Kukuriku koalicija                | 275 904      | 29,93  | 4            |
| Održivi razvoj Hrvatske – ORaH    | 86 806       | 9,42   | 1            |
| Savez za Hrvatsku                 | 63 437       | 6,88   | 0            |
| Hrvatski laburisti – Stranka rada | 31 363       | 3,40   | 0            |
| ostali                            | 82 550       | 8,95   | 0            |
| Ukupno                            | 921 904      | 100,00 | 11           |
| DIP                               |              |        |              |

## Izabrani zastupnici
| HDZ - HSS - HSP AS - BUZ                                                                                    | SDP - HNS - IDS - HSU                                            | ORaH           |
| --- | ---------------------------------------------------------------- | -------------- |
| 1. Andrej Plenković 2. Dubravka Šuica 3. Ivana Maletić 4. Marijana Petir 5. Ruža Tomašić 6. Davor Ivo Stier | 1. Neven Mimica 2. Biljana Borzan 3. Jozo Radoš 4. Tonino Picula | 1. Mirela Holy |